# Spencer (indumentaria)

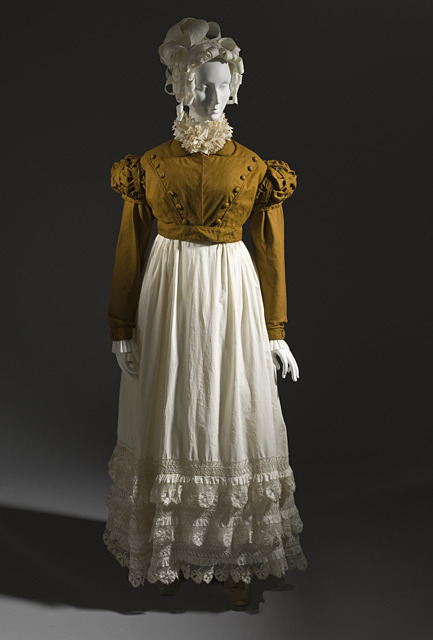
Ejemplo de chaqueta Spencer y vestido camisa. Francia hacia 1815.

El Spencer es una chaquetilla corta y de manga larga, usada primordialmente a principios del siglo XIX, con la forma de un frac al que se le eliminaran los faldones, era al principio de uso tanto masculino como femenino y cuando pasó de moda el nombre de spencer durante el resto del siglo se referirá a cualquier chaqueta corta y entre los varones, al chaleco de punto. 
Su origen es inglés y su nombre se debe a George Spencer, un aristócrata inglés 2º conde Spencer (1758-1834), del que se cuenta que adaptó su frac, después de que se le quemasen los faldones de su chaqueta y cuyo modelo fue adoptado por la oficialidad británica. En España también recibió el nombre de juboncito, al ser un estilo de jubón, pero de pequeño tamaño.

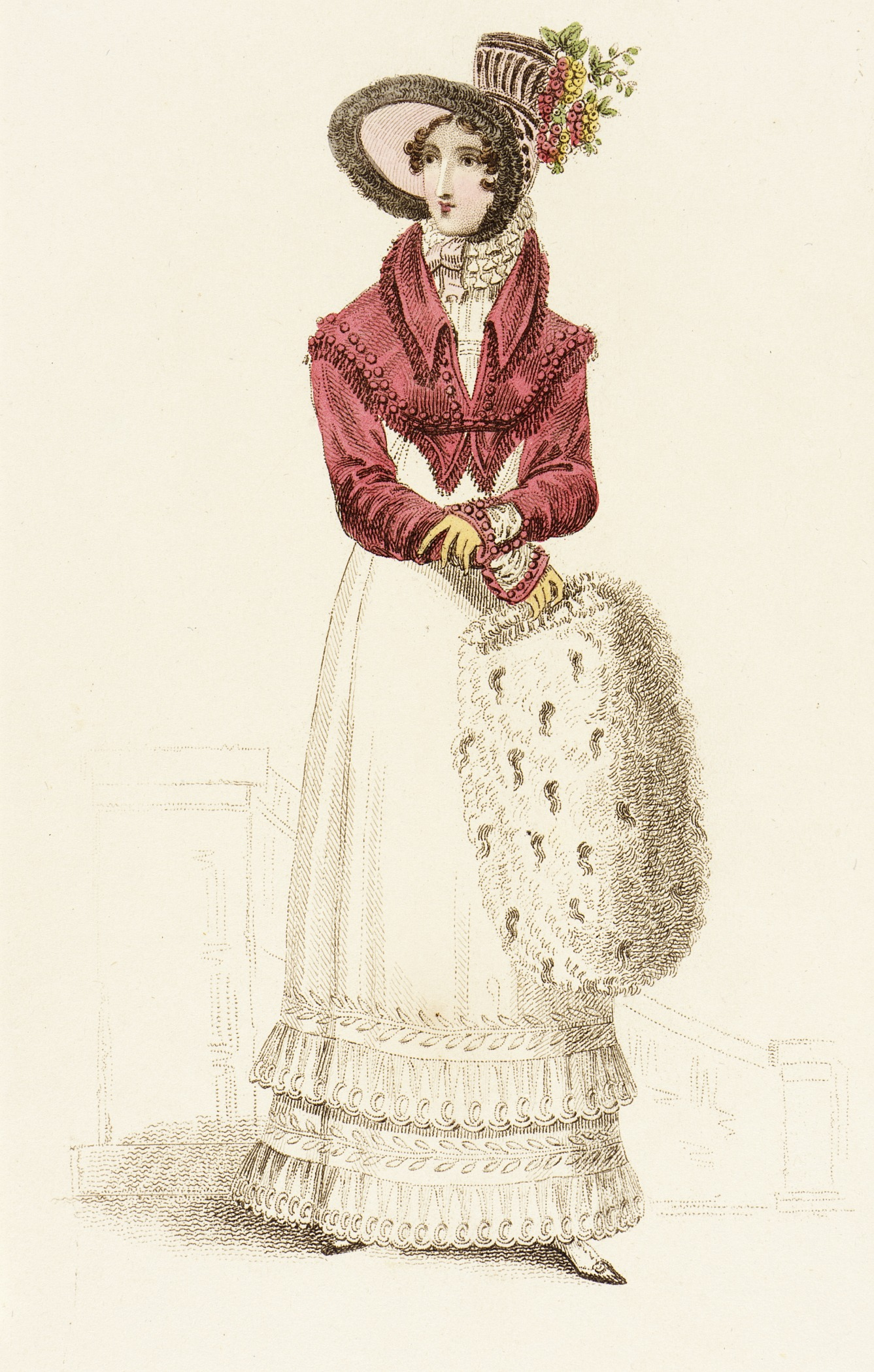
Grabado inglés de 1819, que reproduce un vestido de paseo, con chaqueta Spencer.

Generalmente estaba hecha de lana y se usó como prenda de abrigo, durante la última década del siglo XVIII y comienzos del XIX, como complemento de los denominados vestidos camisas, durante el periodo del estilo Imperio.